# Jan Stępczak
Jan Stępczak (ur. 29 sierpnia 1944 w Kaźmierzu Wielkim) – polski trener piłkarski, wieloletni zawodnik KKS Lech Poznań.

## Życiorys
Trener zespołów ligowych: Lecha Poznań, Olimpii Poznań, Dyskobolii Grodzisk Wielkopolski (1995-1998), GKS Bełchatów (1988), Chrobrego Głogów i Warty Poznań. Największy sukces odniósł z zespołem z Grodziska doprowadzając go z III ligi do ekstraklasy.
Od 2003 trener zespołu Atena Opel Niedbała Poznań, występującego w pierwszej lidze kobiet.
Od 18 września 2003 do 10 czerwca 2009 był selekcjonerem reprezentacji Polski kobiet w piłce nożnej. Na stanowisku zastąpił trenera Albina Wirę, a sam został zastąpiony przez Roberta Góralczyka.
Od 2007 jest trenerem IV ligowego MKS Victoria Września.